# Seth Hoffner
Seth Hoffner interpretat de Blaine Hogan, este un personaj din serialul de televiziune Prison Break difuzat de Fox.
- Rol: prizonier
- Stare curentă: decedat
- Crimă: răpire
- Sentință: 8 ani
- Prima apariție: Riots,drills and the devil(1x06)
- Ultima apariție: Tweener(1x09)

Seth a fost jucăria sexuală a lui T-bag. Acesta a fost încarcerat pentru răpire. El îi cere ajutorul lui Michael, dar T-bag știa de planul de evadare, așa că Michael este nevoit să îl refuze pe Seth. De aceea, când Michael și Sucre se întorc spre celulele lor, Seth se aruncă de sus cu cearcaful de gât și astfel se spânzură.